# Fritz Egger (Schauspieler)

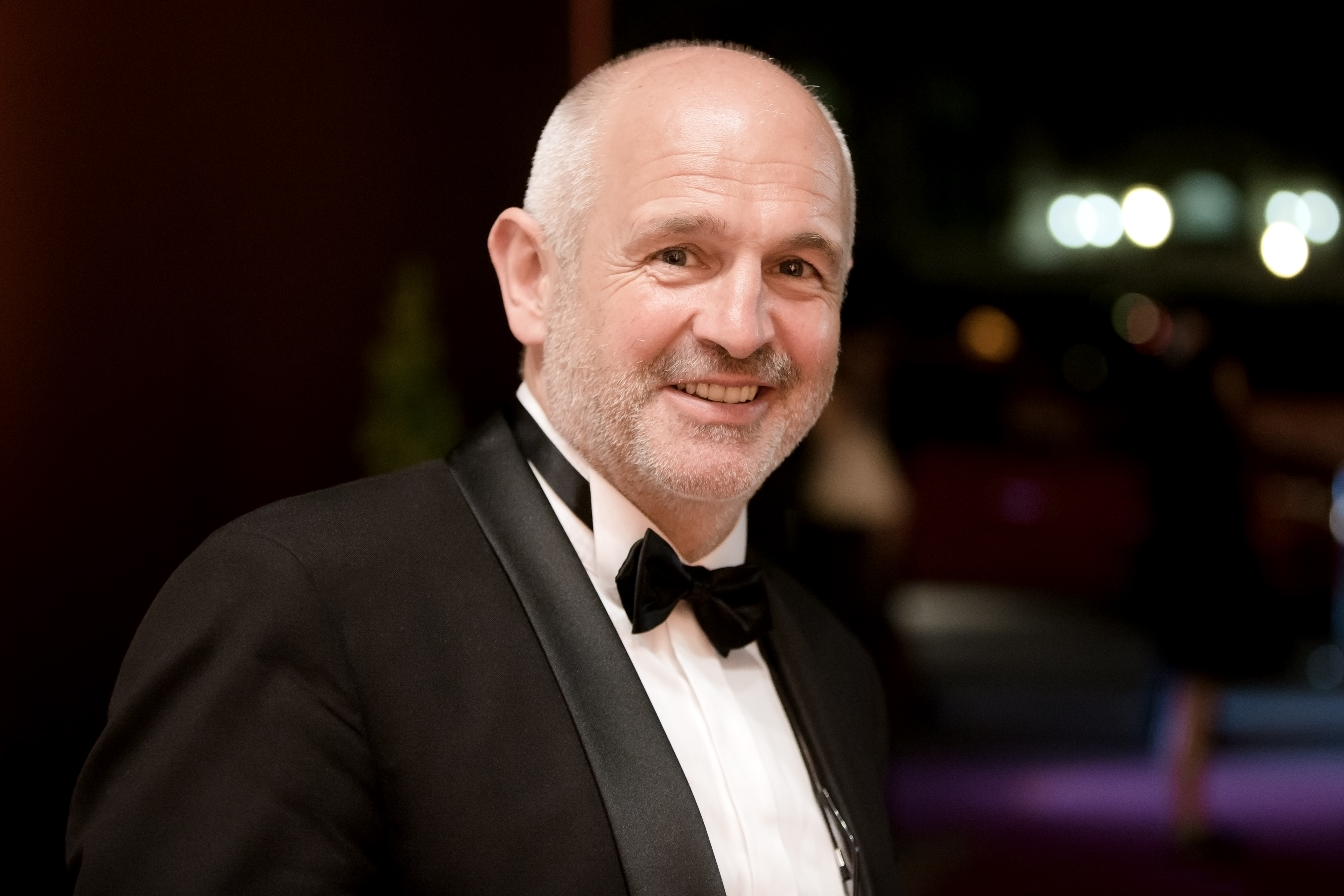
Fritz Egger (2016)

Fritz Egger (* 12. Februar 1960 in Schärding) ist ein österreichischer Schauspieler und Kabarettist.

## Leben
Egger studierte Germanistik, Publizistik und Sport an der Universität Salzburg. Während des Studiums arbeitete er als Journalist, unter anderem auch für den ORF. Von 1984 bis 1988 nahm er Schauspielunterricht in Wien und absolvierte die Bühnenreifeprüfung in Wien, weiters nahm Egger Musicalunterricht und genoss die bekannte Method-Ausbildung nach Lee Strasberg.
Sein Debüt bei den Salzburger Festspielen gab Fritz Egger 1993 in Shakespeares Coriolanus. Weiterhin war er zu sehen in Peter Steins Inszenierungen von Shakespeares Antonius und Cleopatra (1994 und 1995) und Ferdinand Raimunds Der Alpenkönig und der Menschenfeind (1996 und 1997). Von 2013 bis 2016 stand Fritz Egger als Schuldknecht in der Jedermann-Inszenierung auf der Bühne.
1989 gründete er das Salzburger AffrontTheater und arbeitete für dieses als Autor, Regisseur und Schauspieler. Mit Johannes Pillinger, Manfred Koch, Peter Scholz und Fritz Popp entstanden insgesamt acht Programme. 1995 wurde das AffrontTheater mit dem Kleinkunstpreis Salzburger Stier ausgezeichnet.
Seine Tochter ist die Schauspielerin und Sängerin Johanna Egger (* 1998).

## Film und Fernsehen
- 1991: Geschichten aus Österreich – Festspielzauber
- 1991: Ilona und Kurti
- 1992: Geschichten aus Österreich – Der Aktivurlaub
- 1993: Zug um Zug
- 1994: Ärzte
- 1994: Ein idealer Kandidat
- 1995: Ein Bayer auf Rügen
- 1996: Hannah
- 1996: Frauenarzt Dr. Markus Merthin
- 1997: Rennlauf
- 1997: Schlosshotel Orth
- 1997: München ruft
- 1997: Der Bergdoktor
- 1997: Medicopter 117 – Jedes Leben zählt – Blinde Wut
- 1998: Die Neue – Eine Frau mit Kaliber – Auge um Auge
- 1998: Der Schandfleck
- 1998: Tierarzt Dr. Engel
- 1999: Aktion C+M+B
- 1999: Der Bulle von Tölz: Tod am Hahnenkamm
- 1999: Die Verbrechen des Professor Capellari – In eigener Sache
- 1999: Julia – Eine ungewöhnliche Frau
- 1999: Medicopter 117 – Jedes Leben zählt – Bodenlos
- 1999: SOKO 5113
- 1999: Der Hund muss weg
- 2000: Polt muss weinen
- 2000: Der Bulle von Tölz: www.mord.de
- 2001: Alle meine Töchter – Der verlorene Sohn
- 2001: Blumen für Polt
- 2001: Forsthaus Falkenau – Skandal
- 2002: Himmel, Polt und Hölle
- 2003–2004: Lindenstraße
- 2003: Marie Bonapart
- 2003: Augenleuchten
- 2005: Schön, dass es dich gibt
- 2005: Mathilde liebt
- 2006: Die Rosenheim-Cops – Erpresser leben gefährlich
- 2006: Die Verzauberung
- 2006: Bauernprinzessin II – Kopf oder Herz
- 2007: Rumpelstilzchen
- 2008: Die Alpenklinik – Aus heiterem Himmel
- 2012: Die Rosenheim-Cops – Der Fall Ortmann
- 2015: Landkrimi – Wenn du wüsstest, wie schön es hier ist
- 2016: Die Toten von Salzburg
- 2017: Die beste aller Welten
- 2017: Schnell ermittelt – Carlo Michalek
- 2017: SOKO Kitzbühel – Alte Schuld
- 2017: SOKO Donau – Ich sehe was, was du nicht siehst
- 2018: Der Trafikant
- 2020: Landkrimi – Das Mädchen aus dem Bergsee
- 2021: Die Rosenheim-Cops – Hungerbaum
- 2021: Lena Lorenz: Hinter Gittern
- 2022: Schrille Nacht (Fernsehfilm)
- 2022: Die Toten von Salzburg – Schattenspiel (Fernsehreihe)
- 2023: Landkrimi – Immerstill (Fernsehreihe)